# Federal Highway (Australien)
Der Federal Highway ist eine Autobahn im australischen Bundesstaat New South Wales und im Australian Capital Territory. Er verbindet den Hume Highway westlich von Goulburn mit dem Barton Highway und der Northbourne Avenue (die zum Kings Highway und zum Monaro Highway führt) in der australischen Hauptstadt Canberra.
Die Autobahn ist Teil der National-Highway-Verbindung zwischen Sydney und Canberra.

## Geschichte
Der Federal Highway wurde in den 1930er Jahren als Fernstraße gebaut und ersetzte die ältere Verbindung über Tarago und Queanbeyan. Zwischen 1985 und 2002 baute man die Straße zu einer vierspurigen Autobahn aus.

## Verlauf
Rund 11 km westlich von Goulburn zweigt der Federal Highway vom Hume Highway (N31), der Hauptverbindungsstraße zwischen Sydney und Melbourne, nach Südwesten ab. Entlang dem Westufer des Lake George führt er zur Ginns Gap, wo er die Grenze zum Australian Capital Territory überquert. Im Norden Canberras trifft die Straße auf den Barton Highway (N25) und endet dort. Nach Süden führt die Northbourne Avenue (R23) zum Stadtzentrum Canberras weiter.